# Warm
Warm est un hameau situé dans la commune néerlandaise d'Oude IJsselstreek, dans la province de Gueldre.